# Xaime Quesada Porto
Xaime Quesada Porto, dit artistiquement Xaime Quessada, né à Ourense (Espagne) le 14 juillet 1937 et mort à Vilar de Astrés le 30 décembre 2007, était un peintre, sculpteur et écrivain galicien. Il est le frère du dessinateur Fernando Quesada.

## Parcours artistique
Il est diplômé de l'École des Beaux-Arts de San Fernando à Madrid. Dans les années cinquante, il a fréquenté le groupe d'artistes d'Ourense qui se rencontraient au Café Volter, appelé Os Artistiñas par Vicente Risco (formé par Arturo Baltar, Xavier Pousa, Virxilio, Xosé Luís de Dios, Acisclo Manzano et Buciños). Il a remporté la médaille d'or à l'Exposition nationale des beaux-arts de 1959. Il s'est installé à Paris en 1962, puis aux États-Unis, où il a travaillé dans les années 1980 pour l' Unesco en tant qu'artiste sur un projet sur Don Quichotte.

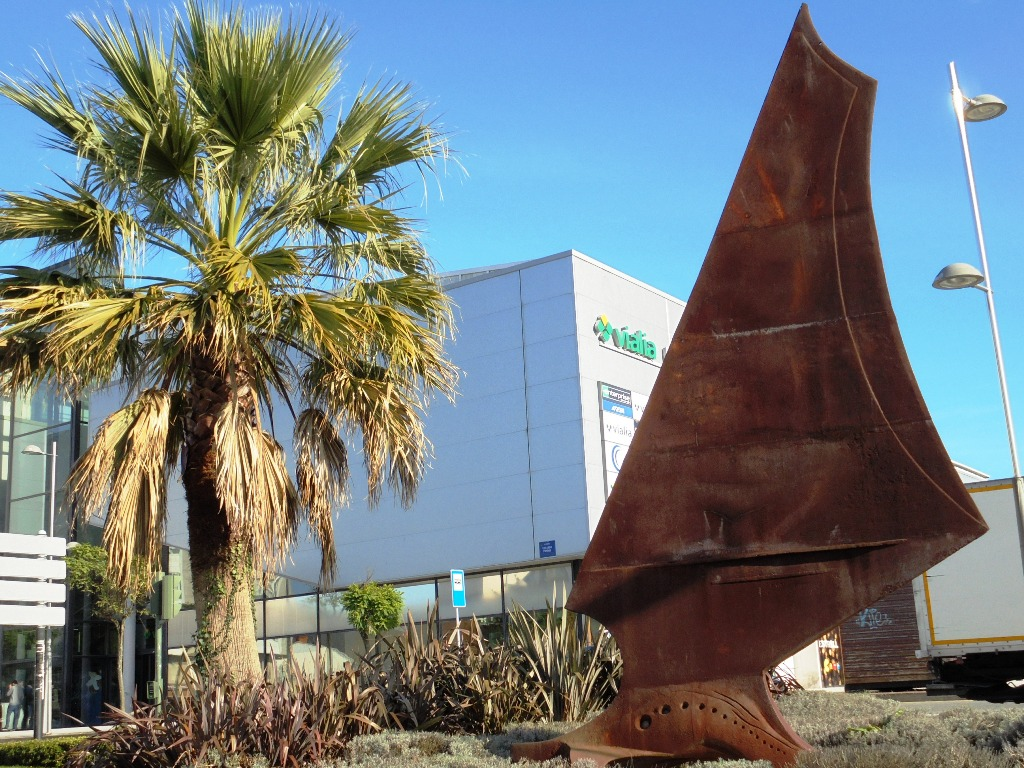
Dorna, 2001, à Pontevedra.

Ses œuvres comprennent des références mythologiques, des figures naturalistes très colorées et des corps fanés. Les motifs et peintures inspirés de Goya (comme sa série noire) et plus encore de Picasso sont constants, avec de nombreuses versions du Guernica et du minotaure.

## Expositions et œuvres
Ses grandes peintures murales et toiles sont présentes dans de nombreuses galeries d'art européennes, comme le Musée national d'art moderne du Mexique, le Musée du peuple galicien, ou encore le Musée de La Havane. Il a également des œuvres telles que les plafonds du Teatro Principal d'Ourense, du Parlement galicien et diverses sculptures publiques dans les villes de Pontevedra et d'Ourense.
Il a également réalisé des décors et des costumes pour des productions théâtrales, ainsi que diverses illustrations pour des livres.

## Œuvre littéraire

### Récit
- El recristo del Baraña: tragica y singular historia, La galería Novecento, 1981.
- Lucenza, Sotelo Blanco, 1989 (prologue de Manuel Vázquez Montalbán).

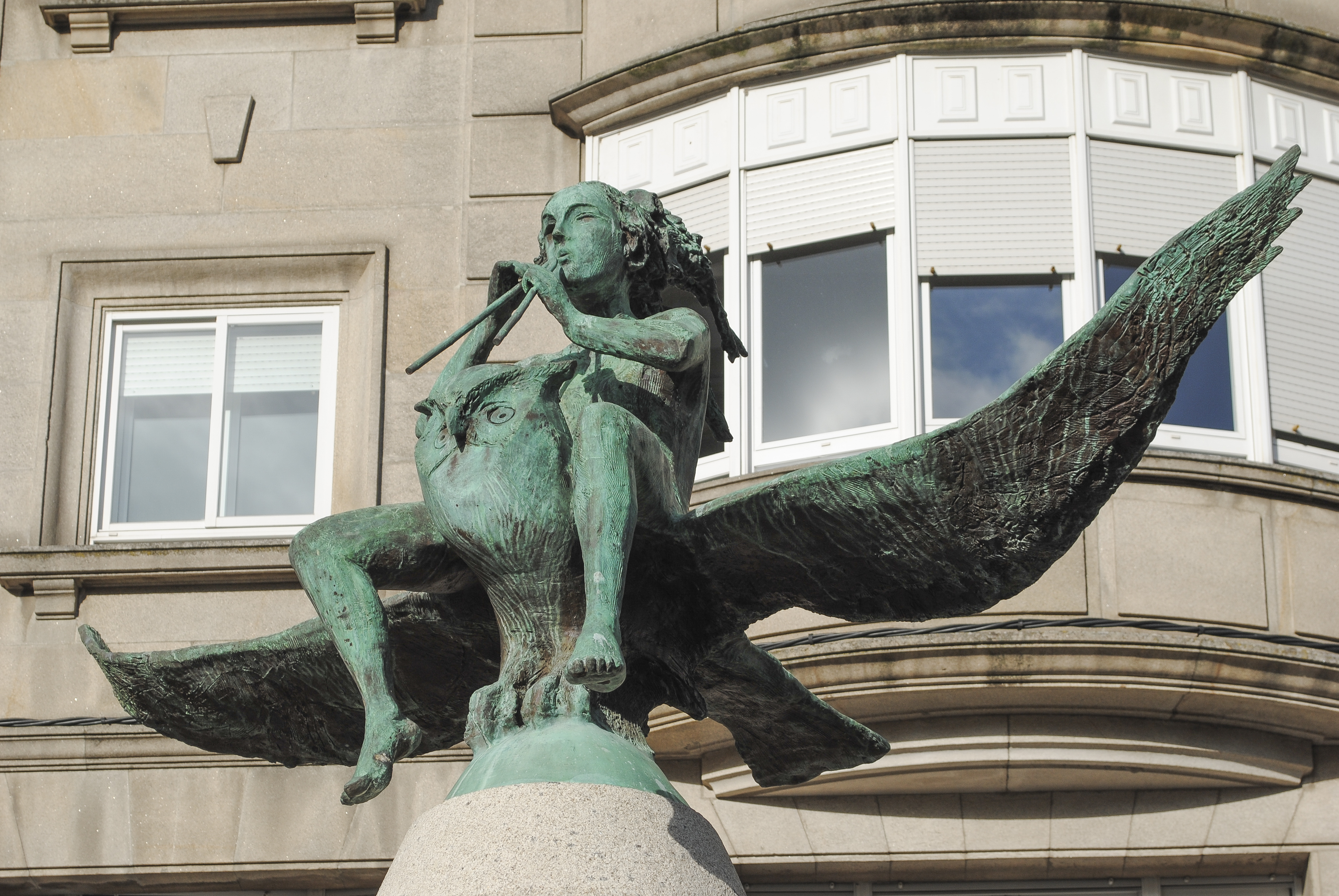
O Mouchiño, 2002 à Ourense.

- Contes cruels, Ronsel, 2005.

### Conversations
- Conversations avec Xaime Quessada, d' Olegario Sotelo Blanco, Sotelo Blanco, 1991.

## Sculpture
- Dorna (août 2001), à Pontevedra (fonte).
- O Mouchiño (juin 2002), à Ourense (bronze et granit).
- A fada e o dragón (2006), à Vigo (bronze et granit).

## Récompenses
- Médaille Castelao en 2004.
- Prix de la Critique Galicienne 2008 dans la catégorie "Sciences et Arts de la Représentation".
- Fils préféré de la province d'Ourense à titre posthume (2009).

## Voir également